# Lehtosaari (ö i Mellersta Österbotten)
Lehtosaari är en ö i Finland. Den ligger i sjön Lehtosenjärvi och i kommunen Lestijärvi i den ekonomiska regionen  Kaustby ekonomiska region  och landskapet Mellersta Österbotten, i den centrala delen av landet, 400 km norr om huvudstaden Helsingfors. Öns area är 4,9 hektar och dess största längd är 430 meter i sydöst-nordvästlig riktning.